# بينغت والدن
بينغت والدن (بالسويدية: Bengt Walden)‏ هو مدرب رياضي سويدي، ولد في 16 أبريل 1973 في Nacka ‏ في السويد.

## وصلات خارجية
- بينغت والدن على موقع FIL (الإنجليزية)
- بينغت والدن على موقع اللجنة الأولمبية الدولية (الإنجليزية)
- بينغت والدن على موقع أوليمبيديا (الإنجليزية)
- بينغت والدن على موقع اللجنة الأولمبية السويدية (السويدية)